# Charles Follen
Charles Follen (Romrod, Hesse-Darmstadt, 6 de septiembre de 1796 - Estrecho de Long Island, 13 de enero de 1840) nacido Karl Theodor Christian Friedrich Follen, fue un poeta y patriota alemán que más tarde se mudó a los Estados Unidos y se convirtió en el primer profesor alemán y de Alemán en la Universidad de Harvard. Fue un ministro unitarista y un abolicionista radical. Charles fue también el fundador del segundo gimnasio de Norteamérica.

## Trabajos
- Psychology (1836)
- Essay on Religion and the Church (1836)

En 1841, la viuda de Follen, Eliza, una conocida autora por méritos propios, publicó una colección de cinco volúmenes conteniendo sus sermones y lecturas, un esquema de uno de sus trabajos inacabados de psicología y una biografía escrita por ella.